# Олег Князенко
Олег Князенко (при народженні — Коломієць Олег Родіонович; нар. 6 вересня 1950, с. Велика Каратуль, Переяслав-Хмельницький район, Київська область, Українська РСР, СРСР) — український поет, краєзнавець, шевченкознавець, перекладач з іспанської та болгарської мов, музейний та культурний діяч, член Українського товариства охорони пам'яток історії та культури, член Всеукраїнського товариства «Просвіта» ім. Т. Г. Шевченка, член Національної спілки письменників України (1990), почесний громадянин Переяслава.

## Життєпис
Народився і перші 10 років мешкав у селі Велика Каратуль Переяслав-Хмельницького району. Батьки були педагогами, працювали в школі. Згодом навчався у школах Переяслав-Хмельницького і Ташані. У 1973 році закінчив філологічний факультет Київського державного університету ім. Шевченка, після чого 3 роки працював у Києві учителем. У 1976 повернувся до Переяслав-Хмельницького, де до 2010 працював у Національному історико-етнографічному заповіднику «Переяслав». Від 2000 — старший науковий співробітник. Сферою досліджень стали події XVII століття та Шевченківський період. Досліджувати не лише самого Тараса Шевченка, а і його добу, епоху, його сучасників.
Веде започатковану на початку 2000-х Андрієм та Ольгою Будугаями літературну студію «Дитинець».

## Творчість
Як поет дебютував у альманасі «Вітрила» (Київ, 1973). У 1989 вийшла окремим друком збірка інтимної та філософської лірики «Кросно» (Київ, 1989), яку підредагував і видав у київському видавництві старший брат Володимир. Згодом видав у Переяславі збірки: «Вогонь Леля» (2001 р.), «Переяславна», «Прапор Переяславського Полку», «Трубежеві оркестри» (2005—2006 рр.; усі — Переяслав-Хмельницький), Любограй" (2010), «Календарій для Незабудки» (том І, 2012). Підготував до друку літературно-меморіальне видання «Олег Іващенко. Вибір» (Київ, 2009). Автор публікацій з питань шевченкознавства, історії літератури Переяславщини, стародавніх родоводів Лівобережжя.

## Псевдонім
Псевдонім — «Князенко», з'явився завдяки поету-постшістдесятнику Станіславу Вишенському, який був старшим на 6 років за Олега і мав на нього великий вплив.
|  | …коли я закінчував школу, він подарував фото з таким написом: «Любому хлоні (хлопчикові — авт.) Княженкові Олегу від Стасіка». Чому «Князенко»? Бо ж молодий місяць — князенко, пам'ятаєте з пісні? А у вересні якраз і з'являється новий місяць. Я згодом і взяв це за псевдонім. |

## Родина
- Старший брат — Володимир Коломієць (1935—2017), поет, лауреат Шевченківської премії 1993 року.
- Племінниця — Коломієць Лада Володимирівна (нар. 1967), перекладознавиця, перекладачка, літературознавиця, докторка філологічних наук, професорка.

## Нагороди
- Почесний громадянин Переяслава (2011).
- Премія імені Михайла Сікорського (2020)[1].